# Steve Kean
Pour les articles homonymes, voir Kean.
Steve Kean est un footballeur puis entraîneur de football écossais, né le 30 septembre 1967 à Glasgow.

## Biographie

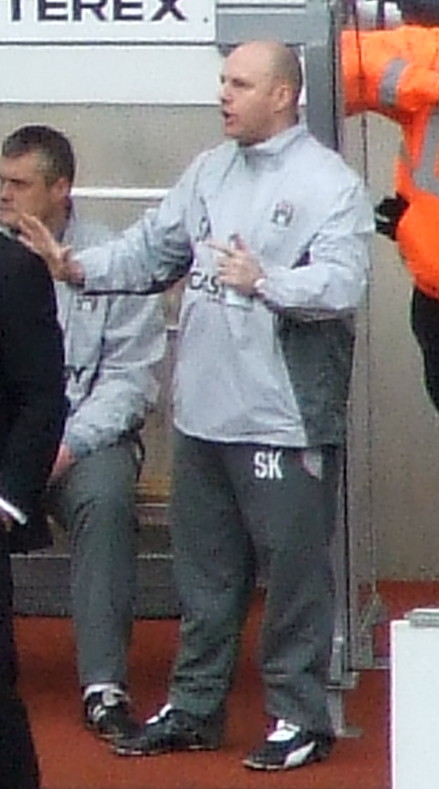
Steve Kean à Coventry City en 2008